# 第27回国民体育大会
第27回国民体育大会（だい27かいこくみんたいいくたいかい）は、1972年に開催された国民体育大会である。
秋季大会は鹿児島市の鴨池陸上競技場をメイン会場に鹿児島県内で行われた。（秋季大会の自転車競輪場競技は熊本市の熊本競輪場）同大会に合わせて鹿児島県内の各所で近代的なインフラが行われその後県勢に多大なる影響を与えた。おもなインフラ整備の内容として熊本駅以南の鹿児島本線の電化及び一部複線化、九州自動車道の薩摩吉田-加治木間の建設、鹿児島空港の溝辺（霧島市）への移転などである。また競技場の建設のため市街地周辺の各所のシラス台地の丘陵が切り崩されてパイプラインによって荒田・天保山付近の浅瀬や塩田跡に送られ、現在の与次郎エリアの埋立地が形成された。なおこの建設された競技場や緑地等は現在でも当時の姿で残っている。夏季、秋季大会のスローガンは 	「明るく たくましく うるわしく」。

## 大会概要
| 季    | 期間                      | 開催地                   | 競技数 | 参加者数 |
| ----- | ------------------------- | ------------------------ | ------ | -------- |
| 冬    | 1972年1月6日 - 1月9日     | 栃木県日光市・宇都宮市   | 1      | 1,685    |
| 冬    | 1972年2月20日 - 2月23日   | 鳥取県大山町             | 1      | 1,902    |
| 夏    | 1972年9月17日 - 9月20日   | 鹿児島県鹿児島市・鹿屋市 | 3      | 3,052    |
| 秋    | 1972年10月22日 - 10月27日 | 鹿児島県                 | 29     | 17,290   |
| 合 計 | 合 計                     | 合 計                    | 34     | 23,929   |

## 誘致経緯
1962年から県民の強い要望に基づいて第24回国民体育大会（1969年開催）の開催を目指して誘致活動を行ってきた。しかし、1965年の国体委員会で第24回国民体育大会は長崎県に決まった。その後、1967年5月に西部地区体育協会長、西部地区体育協会主管課長会議が開催されたが、未開催県である鹿児島県、宮崎県、佐賀県がそれぞれの立場を主張して結論が得られなかった。5月25日に再び西部地区体育協会長、西部地区体育協会主管課長会議が開かれ、準備状況の聴取の結果、第27回国民体育大会の開催申請県に鹿児島県が選ばれた。鹿児島県では第27回国民体育大会開催申請書を作成し、6月20日の締切日まで日本体育協会、文部省に提出し、同年7月4日の国体委員会総会で1972年の開催が内定した。

## 冬季大会

### スケート競技会
第27回国民体育大会冬季大会スケート競技会は、1月6日～1月9日に栃木県日光市、宇都宮市で開催された。

#### 実施競技・会場一覧
| 競技名   | 競技名         | 会場地   | 会場                                                         |
| -------- | -------------- | -------- | ------------------------------------------------------------ |
| スケート | スピード       | 日光市   | 日光スケートセンター                                         |
| スケート | フィギュア     | 日光市   | 日光スケートセンター                                         |
| スケート | フィギュア     | 宇都宮市 | 宇都宮市御本丸スケート場                                     |
| スケート | アイスホッケー | 日光市   | 古河電工アイスリンク、細尾リンク、田母沢リンク、中禅寺リンク |
| スケート | アイスホッケー | 宇都宮市 | 宇都宮市御本丸スケート場                                     |

### スキー競技会
第27回国民体育大会冬季大会スキー競技会は、2月20日～2月23日に鳥取県大山町で開催された。テーマは「自然と創造との調和」、スローガンは「たくましく　美しく　なごやかに」。

## 夏季大会

### 実施競技・会場一覧
| 会場地   | 競技                         | 会場                               | 競技日程                             |
| -------- | ---------------------------- | ---------------------------------- | ------------------------------------ |
| 鹿児島市 | 開･閉会式                    | 鹿児島市鴨池水泳プール             | 9月17日（開会式）、9月20日（閉会式） |
| 鹿児島市 | 水泳（競泳、飛び込み、水球） | 鹿児島市鴨池水泳プール             | 9月17日-9月20日                      |
| 鹿児島市 | 水泳（水球）                 | 鹿児島県立鹿児島工業高等学校プール | 9月17日-9月20日                      |
| 鹿屋市   | 漕艇                         | 大隅湖漕艇場                       | 9月17日-9月20日                      |

## 秋季大会

### 実施競技・会場一覧
| 会場地   | 競技                                                         | 会場 | 競技日程                               |
| -------- | ------------------------------------------------------------ | --- | -------------------------------------- |
| 鹿児島市 | 開・閉会式                                                   | 鹿児島県立鴨池陸上競技場 | 10月22日（開会式）、10月27日（閉会式） |
| 鹿児島市 | 陸上競技                                                     | 鹿児島県立鴨池陸上競技場 | 10月23日-10月27日                      |
| 鹿児島市 | サッカー                                                     | 鹿児島県立鴨池陸上競技場、津曲学園慈眼寺グラウンド、鹿児島短期大学グラウンド、鹿児島経済大学グランド                                             | 10月23日-10月27日                      |
| 鹿児島市 | テニス                                                       | 鹿児島県立鴨池運動公園庭球場、鹿児島市中央公園テニス場                                                                                           | 10月23日-10月26日                      |
| 鹿児島市 | 体操                                                         | 鹿児島県体育館 | 10月23日-10月26日                      |
| 鹿児島市 | バスケットボール（高校男子、高校女子、教員男子）             | 鹿児島県立鹿児島工業高等学校体育館、鹿児島県立甲南高等学校体育館、鹿児島県立短期大学体育館                                                       | 10月23日-10月26日                      |
| 鹿児島市 | ヨット                                                       | 平川ヨット競技場 | 10月23日-10月26日                      |
| 鹿児島市 | ソフトテニス                                                 | 鹿児島市東開庭球場 | 10月23日-10月26日                      |
| 鹿児島市 | 軟式野球                                                     | 鹿児島市鴨池野球場、鹿児島実業高校グラウンド、鹿児島高等学校谷山球場、かぎんグラウンド                                                           | 10月23日-10月26日                      |
| 鹿児島市 | バドミントン                                                 | 鹿児島県立鹿児島南高等学校体育館 | 10月23日-10月26日                      |
| 鹿児島市 | 射撃                                                         | 鹿児島県警察学校射撃場、鹿児島県ライフル射撃場                                                                                                   | 10月23日-10月26日                      |
| 鹿児島市 | 剣道                                                         | 鹿児島高等学校体育館 | 10月23日-10月26日                      |
| 鹿児島市 | 野球（高等学校硬式）                                         | 鹿児島県立鴨池野球場、鹿児島市立鹿児島商業高等学校野球場                                                                                         | 10月23日-10月26日                      |
| 川内市   | バスケットボール（一般男子、一般女子）                       | 川内市立体育館、鹿児島県立川内高等学校体育館、鹿児島県立川内商工高等学校体育館                                                                   | 10月23日-10月27日                      |
| 鹿屋市   | バレーボール（一般男子、一般女子）                           | 鹿屋市体育館、鹿児島県立鹿屋高等学校体育館、鹿児島県立鹿屋工業高等学校体育館、鹿児島県立鹿屋農業高等学校体育館、鹿屋市立鹿屋女子高等学校体育館、 | 10月23日-10月26日                      |
| 枕崎市   | レスリング（一般男子フリースタイル）                         | 鹿児島県立枕崎高等学校体育館 | 10月23日-10月25日                      |
| 串木野市 | 相撲                                                         | 串木野市営相撲場 | 10月23日-10月26日                      |
| 阿久根市 | ボクシング                                                   | 阿久根市民体育館 | 10月23日-10月27日                      |
| 出水市   | 柔道                                                         | 鹿児島県立出水高等学校体育館 | 10月23日-10月25日                      |
| 大口市   | ラグビー（高校男子）                                         | 鹿児島県立大口高等学校グラウンド、大口市総合グラウンド                                                                                           | 10月23日、10月25日、10月27日           |
| 指宿市   | 軟式野球（一般準硬式）                                       | 指宿市営球場 | 10月23日-10月26日                      |
| 指宿市   | 卓球                                                         | 鹿児島県立指宿高等学校体育館、指宿市立柳田小学校体育館                                                                                           | 10月23日-10月27日                      |
| 指宿市   | 自転車（ロードレース）                                       | 指宿市を発着点とするコース | 10月23日                               |
| 加世田市 | レスリング（高校男子グレコローマンスタイル、フリースタイル） | 鹿児島県立加世田高等学校体育館 | 10月23日-10月25日                      |
| 国分市   | レスリング（一般男子グレコローマンスタイル）                 | 国分市立国分実業高等学校体育館 | 10月23日-10月25日                      |
| 国分市   | 馬術                                                         | 鹿児島県畜産試験場特設馬術競技場 | 10月23日-10月26日                      |
| 垂水市   | ウェイトリフティング                                         | 鹿児島県立垂水高等学校体育館、垂水市立垂水中学校体育館                                                                                           | 10月23日-10月26日                      |
| 市来町   | 弓道                                                         | 鹿児島県立市来農芸高等学校弓道場 | 10月23日-10月26日                      |
| 東市来町 | 軟式野球（高等学校）                                         | 東市来町総合グラウンド | 10月23日-10月25日                      |
| 樋脇町   | ホッケー                                                     | 鹿児島県立樋脇高等学校グラウンド | 10月23日-10月26日                      |
| 姶良町   | ラグビー                                                     | 姶良町立重富中学校グラウンド | 10月23日、10月25日、10月27日           |
| 隼人町   | ハンドボール                                                 | 鹿児島県立隼人工業高等学校グラウンド、 | 10月23日-10月27日                      |
| 末吉町   | フェンシング                                                 | 鹿児島県立末吉高等学校体育館、柔剣道場 | 10月23日-10月27日                      |
| 志布志町 | ソフトボール                                                 | 鹿児島県立志布志高等学校グラウンド、志布志運動公園、志布志町立香月小学校グラウンド                                                               | 10月23日-10月26日                      |
| 熊本市   | 自転車（競輪場競技）                                         | 熊本競輪場 | 10月24日-10月27日                      |

### 公開競技
| 会場地           | 競技 | 会場                      | 競技日程          |
| ---------------- | ---- | ------------------------- | ----------------- |
| 上屋久町、屋久町 | 山岳 | 屋久島                    | 10月24日-10月27日 |
| 鹿児島市         | 芸術 | 鹿児島市立美術館ほか5会場 | 10月23日-10月27日 |

### 研究集会協議会
| 会場地 | 会名               | 会場           | 会議日程          |
| ------ | ------------------ | -------------- | ----------------- |
| 牧園町 | 体力医学会         | 霧島観光ホテル | 10月24日-10月25日 |
| 指宿市 | 体育施設研究協議会 | 指宿市民会館   | 10月23日-10月25日 |

## 総合成績

### 天皇杯
- 1位 - 鹿児島県

1972年10月27日に閉会式が行われ、鹿児島県立樋脇高校ホッケー部主将の倉園忍選手は、鹿児島県男子選手を代表して三笠宮妃百合子から天皇杯を受けた。
- 2位 - 東京都
- 3位 - 愛知県

### 皇后杯
- 1位 - 鹿児島県
- 2位 - 東京都
- 3位 - 大阪府